# Pilkokaina
Pilkokaina, también escrito Pilcocaina, o Pillko Kayna, es un antiguo templo inca en la Isla del Sol de Bolivia, sobre el lago Titicaca. Administrativamente el sitio arqueológico se encuentra ubicado en el municipio de Copacabana de la provincia de Manco Kapac en el departamento de La Paz. Se cree que el templo fue construido por Túpac Yupanqui, quien gobernó desde 1471 hasta su muerte en 1493, durante el período del Horizonte Tardío. A 1,4 km del templo se encuentra la comunidad de Yumani, en la parte sur de la isla.
El sitio de Pilkokaina forma parte de la lista de sitios incluidos en el Parque Nacional Arqueológico de Copacabana, Isla del Sol e Isla de la Luna, creado por Decreto Supremo en 1992. El templo fue visitado por el arqueólogo alemán Max Uhle entre el 23 y 26 de octubre de 1894.

## Toponimia
Una de las leyendas de los comunarios de Yumani indica que el nombre de Pilkokaina viene de dos voces aymaras, "Pilko" que significa ave, posiblemente colibrí, y "Kaina", que significa descansa, es decir que es el lugar donde descansa el ave. Según la obra “Copacabana” (1957) del arqueólogo Maks Portugal y el investigador Dick Ibarra Grasso, el sitio se conocía como “Qayma” que significa “algo dejado” o “algún rincón poco frecuentado”.
Pilkokaina también es conocido como Templo del Sol.

## Arquitectura
Pilkokaina es una estructura de dos pisos (la parte superior del edificio se ha derrumbado parcialmente con el tiempo) con varias cámaras integradas en el sistema de terraza. Tiene unas dimensiones de 15,5 metros por 13,4 metros de superficie. El marco escalonado que rodea los nichos y las puertas es una característica diagnóstica de la arquitectura Tiwanaku. Según la historiadora del arte Jessica Joyce Christie, este marco, aunque en forma trapezoidal y más parecido a un marco doble, fue adoptado más tarde por los incas en Pilkokaina. En su interior existen pequeñas habitaciones de gran altura, y en su planta baja todavía conservan sólidos muros hechos con piedras sin trabajar y argamasa.
Brian S. Bauer y Charles Stanish reasignaron Pilkokaina en 1996. Se desconoce la función de este edificio, que Jessica Joyce Christie califica de “impresionante”. Es de interés arquitectónico porque las habitaciones cuentan con bóvedas de piedra inca. Posiblemente, la estructura se hallaba recubierta con arcilla pintada de rojo y amarillo.

## Galería

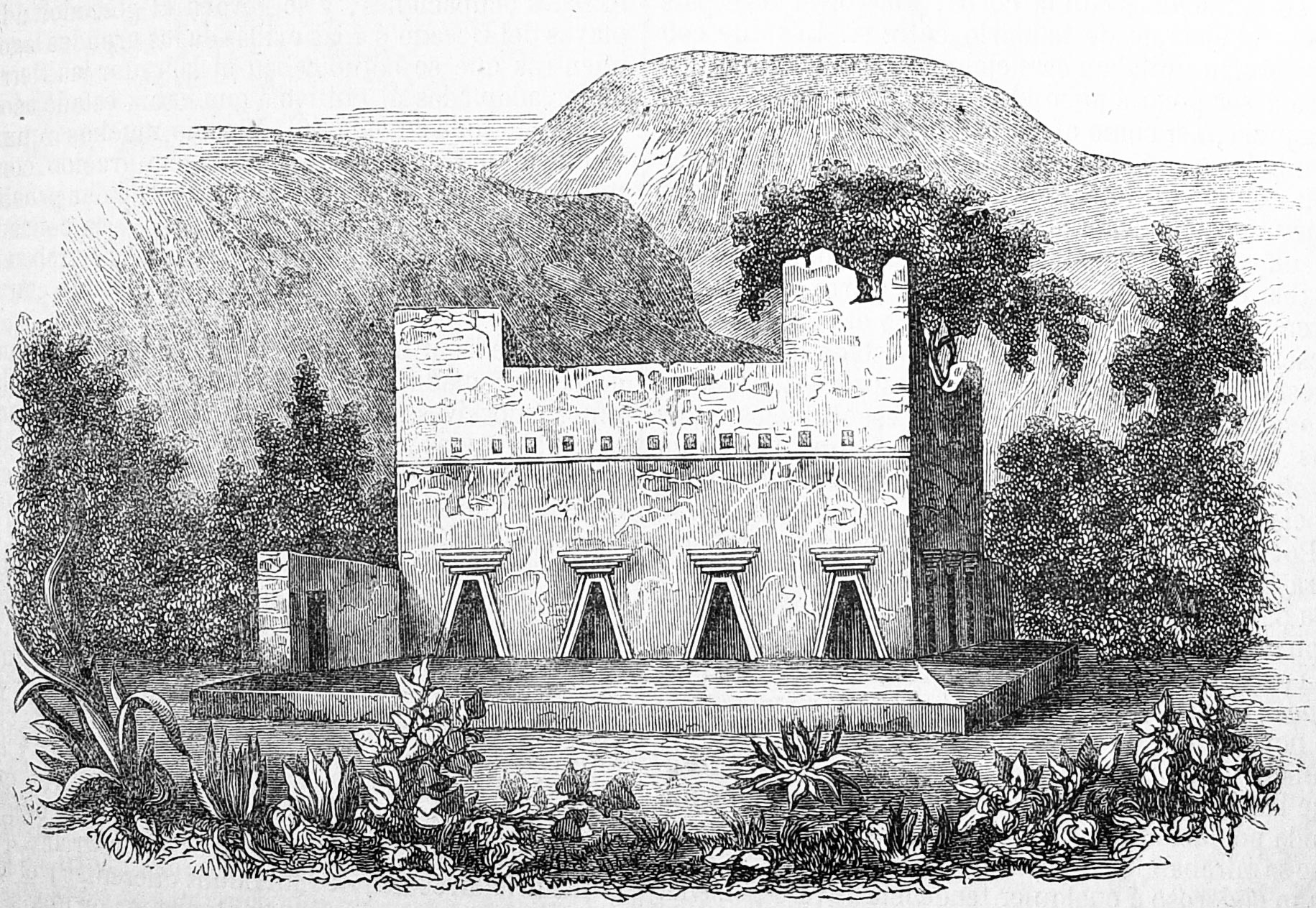
Pilkokaina en Historia de la Conquista del Perú (1851).
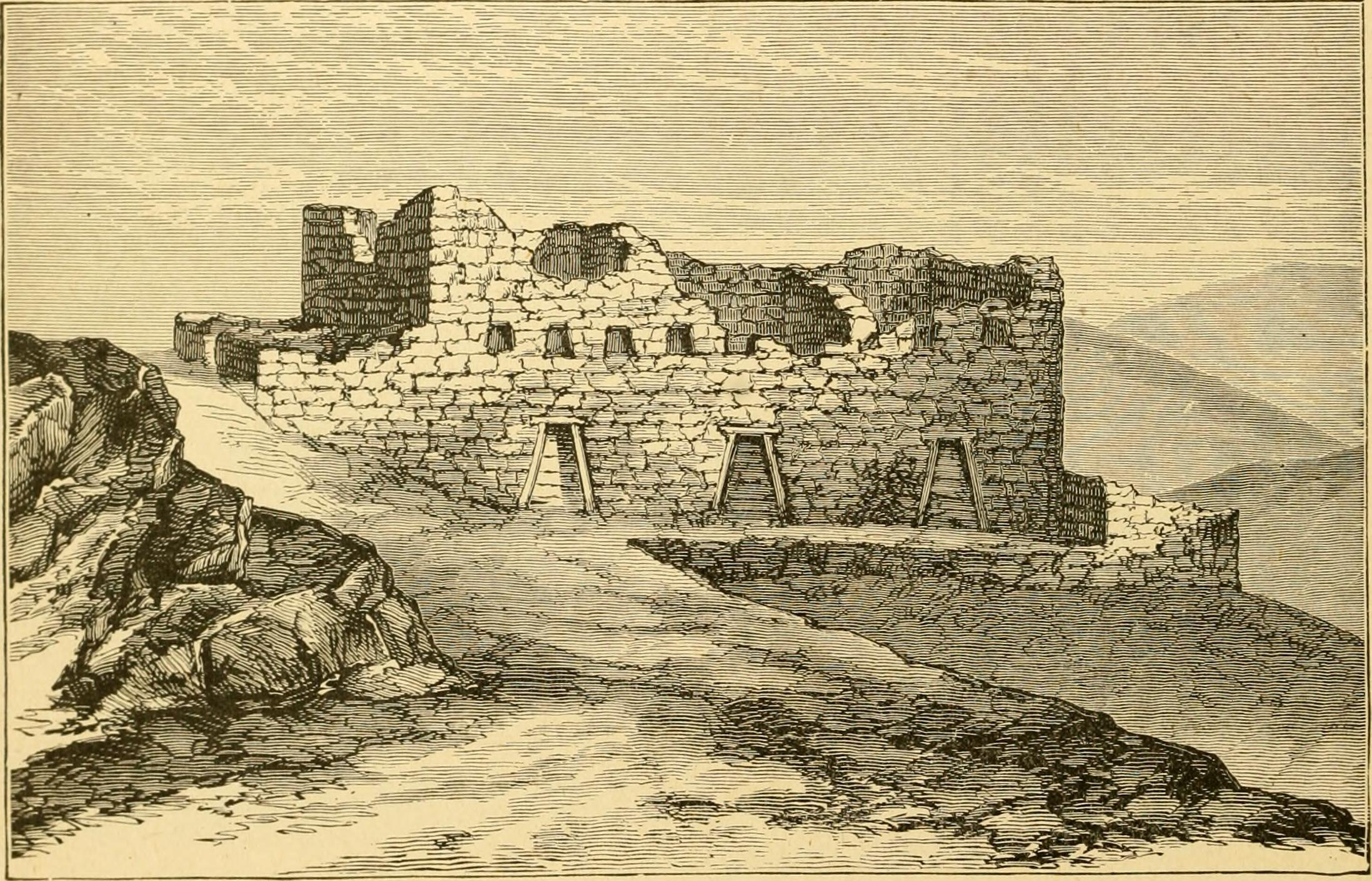
Ilustración histórica del templo en la Historia del mundo de Ridpath (1897).
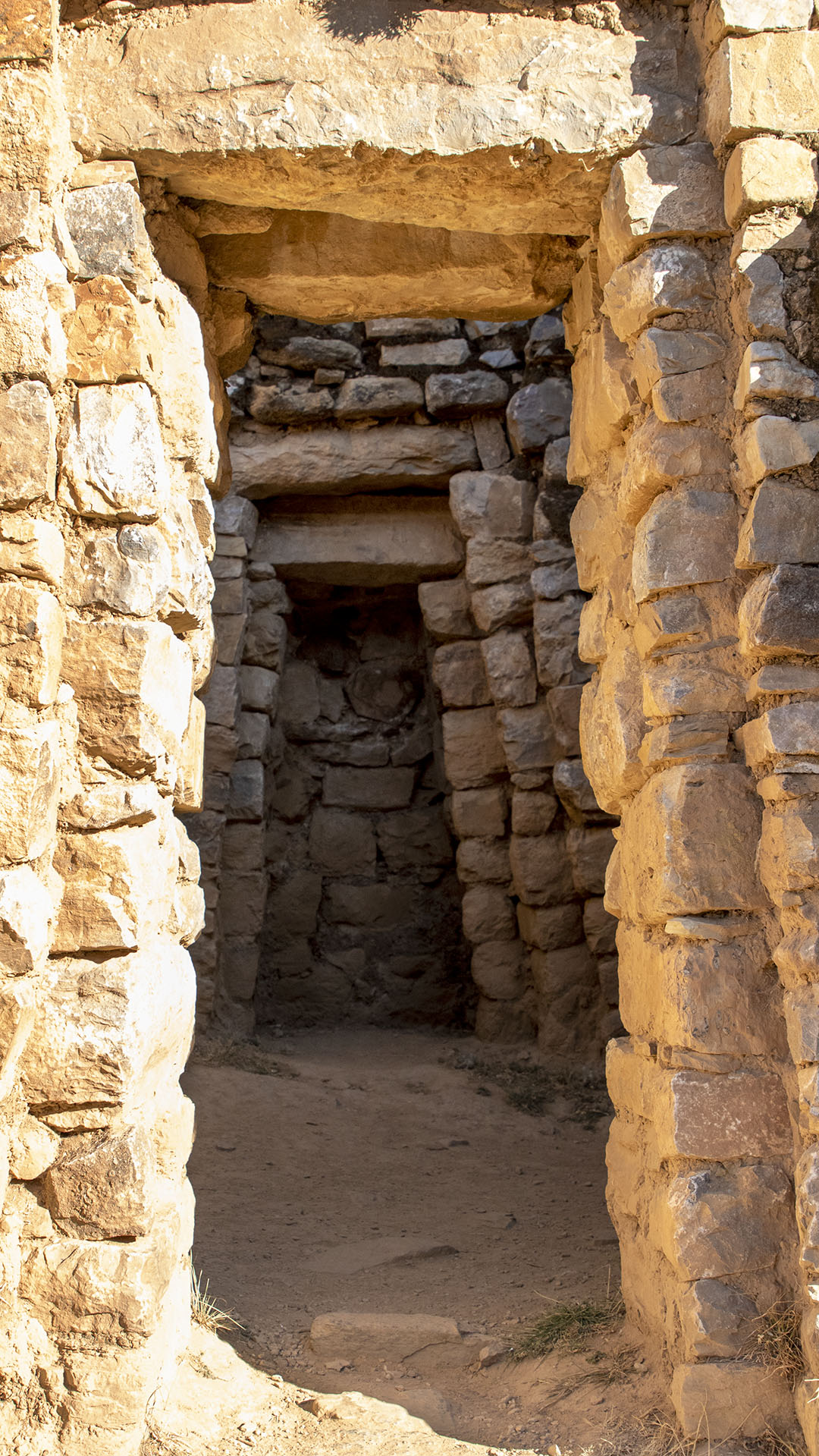
Vista interior; fachada norte.
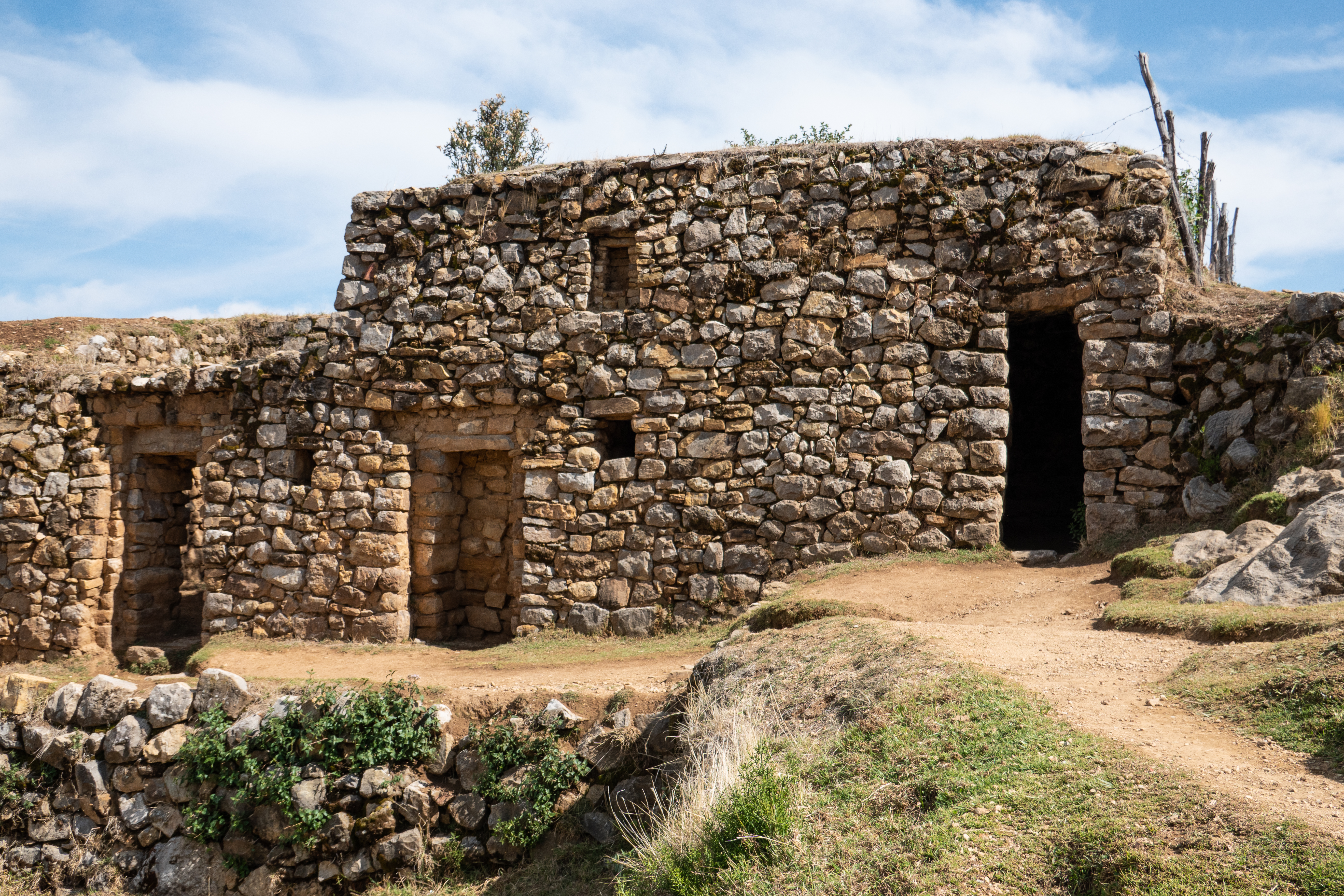
Arquitectura al estilo Tiwanaku; vista frontal.
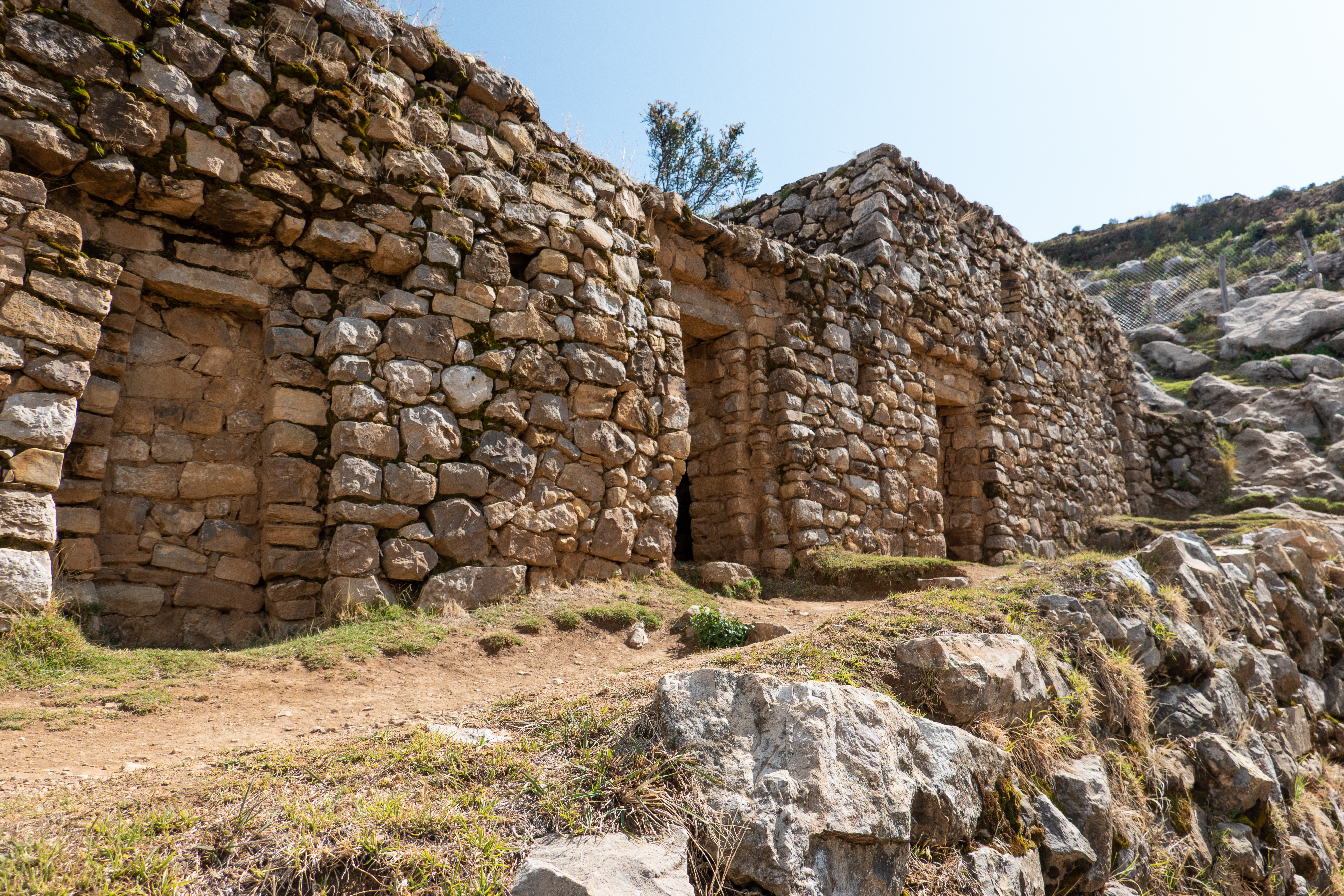
Vista lateral.
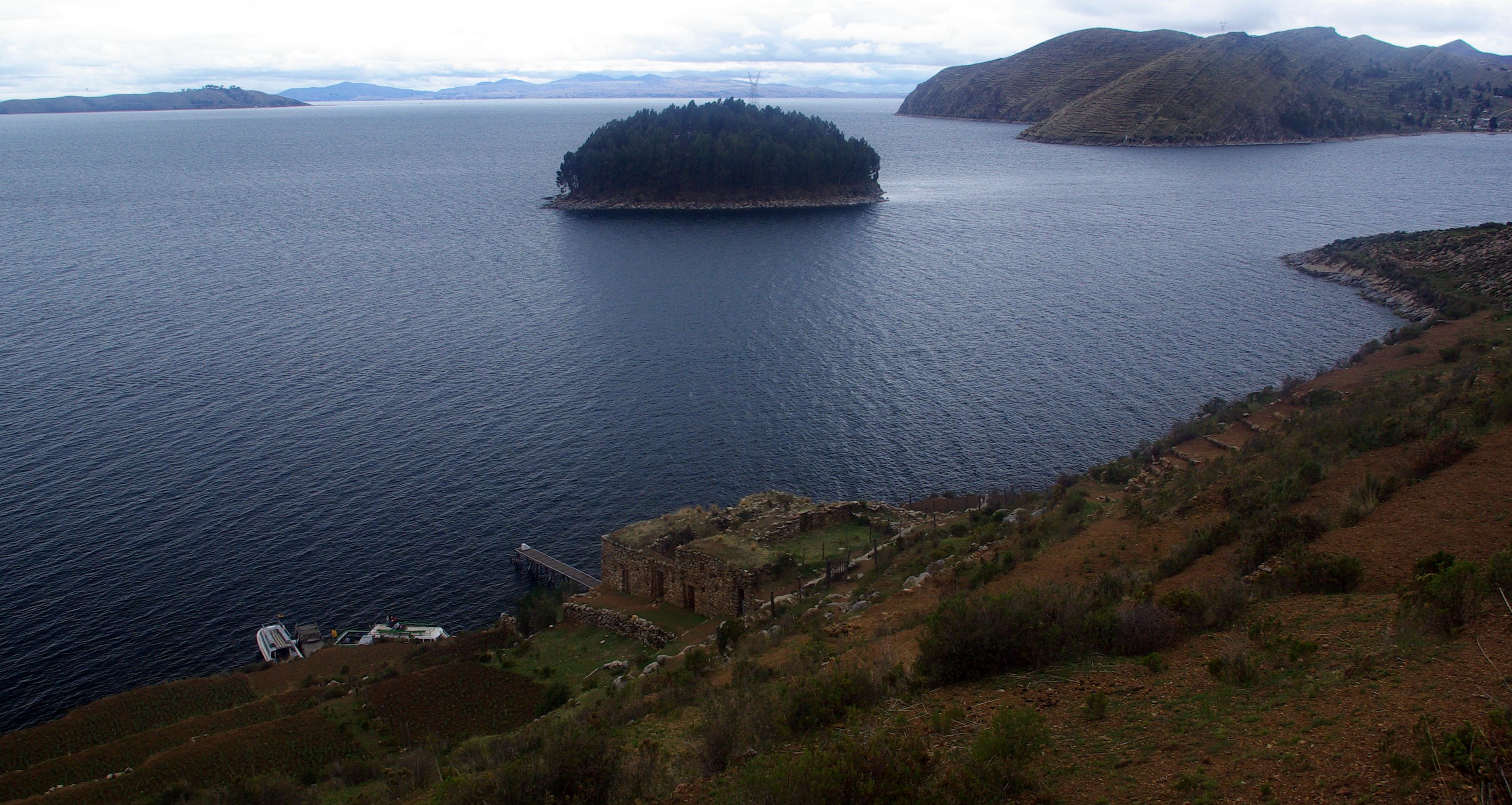
Vista desde arriba del templo de Pilkokaina, con la Isla Chelleca en el fondo.